# Otto Muegge
Otto Mügge (Muegge), né le 4 mars 1858 à Hanovre et mort le 9 juin 1932 à Göttingen, est un minéralogiste et cristallographe allemand.
Mügge est professeur à Münster, Königsberg et Göttingen. 
Il fournit d'importantes contributions à la cristallographie, notamment par ses études sur les structures cristallines et sur le glissement des surfaces cristallines. Mügge reconnait la translation comme la cause du comportement plastique des cristaux métalliques.
Il montre, en 1907, la différence entre les deux phases du quartz α et β.